# ウィルデンフェルス
ウィルデンフェルス (Wildenfels)は、ドイツのザクセン州、エルツ山地の北部にある人口約4000人の都市である。都市名の由来は、ドイツ語の「wild (野性的)」と「Felsen (岩石)」である。岩石の上に町や城がある。その城は、約7棟の建物から成っている。その城の一番古い書物は13世紀のものである。時代とともに家族が城に住んでいたので、頻繁に増築や建て替えが行われた。今日の建物は18世紀から建っているものである。近年でも多くの部分が改築されたが、今もまだ完了していない。
最後に住んでいた家族の名前はソルムスである。1600年頃、この伯爵家族はその城に住み始めた。ソルムス家は紋章もまた新しくした。その紋章には青と黄色で、ウィルデンフェルスのバラの上にソルムスの獅子が描かれている。
1706年の火事により、城の大部分が崩壊し、その後、北別棟と塔は再建され、18世紀にフリードリヒ・マグヌス1世が建替えを励行させた。そして、古典主義の様式の部屋となり、画家や作家が生活環境を実現した。その一例に、城内の園や池がある。
第二次世界大戦後の旧東ドイツ時代には、城では大きな損失があり、備品を滅失し、多くの部屋が、アパートやデポーとして使われた。
今日、その城は、現代的な住居や市立図書館、音楽学校や現代美術館のギャラリーとして部分的に見ることができる。さらに、城で結婚式を挙げることも可能である。
建て直した博物館の部屋の中では歴史的な壁画が見られる。多くの壁画には、フリーメイソンのシンボルが描かれている。フリーメーソンの考えはソルムス家によってウィルデンフェルスの城にもたらされた。
ウィルデンフェルス城の一つ特徴として、「Blaue Salon (青いサロン)」というものがある。この部屋の壁紙は絹でできている。その壁紙は青く、エキゾチックな鳥と海外の植物が描かれている。この壁紙は18世紀にトルコから戦利品として城に持ち込まれた。その他に見る価値のある部屋として、宴会場・結婚式場・伯爵の図書館・ロトンダ・祖先画ギャラリーなどがある。ほかに、ジンジャーブレッドについての小さい特別展もある。
また、イースターやクリスマスなど、数多くの祭や文化的の催しが訪問客を引きつけている。
ウィルデンフェルスでは、2年に1回行われるバラ祭が開催され、そのため「バラの町」とも呼ばれている。